# Credit default swap
Credit default swap (CDS) är ett finansiellt kontrakt mellan två motparter. Riksbankens definition: "kreditswappar: swappar som är konstruerade i syfte att överföra kreditrisken när det gäller ett institut från en part till en annan." 
Köparen köper skydd mot att en investering i ett bolag ska gå om intet på grund av att det bolaget går i konkurs. Ursprungligen var det så att köparen verkligen ägde exempelvis en obligation som utställts av ett visst företag och behövde skydd, men nu handlas CDS:er också i spekulationssyfte[källa behövs]. Säljaren av en CDS förbinder sig att ersätta det nominella värdet vid konkurs eller annan kredithändelse ("credit event"), och får i gengäld av köparen en premie. Premien beräknas ofta som ett påslag, spread, på någon standardränta som approximerar en riskfri ränta, till exempel OIS-räntan.
Eftersom kreditswappar återspeglar marknadens syn på risken att ett visst bolag går i konkurs, utgör CDS-marknaden en viktig källa vid prissättning av motpartsrisk genom CVA.